# Gervasio Bitossi
Gervasio Bitossi (Livorno, 2 ottobre 1884 – Roma, 26 giugno 1951) è stato un generale italiano del Regio Esercito durante la seconda guerra mondiale, ricordato per il suo impegno nel tentativo, solo parzialmente raggiunto, di meccanizzazione dell'Arma di Cavalleria e quale Comandante della Divisione Corazzata "Littorio" (133^) in Africa Settentrionale dal gennaio 1941 al novembre 1942. Dopo lo scioglimento della divisione, resse poi il comando interinale del XX Corpo d'Armata partecipando all'intera ritirata in Tunisia.

## Carriera militare
Allievo del collegio militare "Nunziatella" di Napoli dal 16 ottobre 1900, entrò nel 1903 come allievo nell'Accademia militare di Modena, da cui uscì nel 1906 (118° su 228 allievi) con il grado di sottotenente di cavalleria il 14 settembre 1906. Assegnato al Reggimento "Lancieri di Montebello" (8°), in Pinerolo.
Il 23 settembre 1912 si sposa a Livorno con Clementina Coronedi, con la quale avrà quattro figli.
Mobilitato per la Prima Guerra Mondiale, il 22 luglio 1915 viene assegnato al 142º Reggimento di Fanteria in qualità di comandante di plotone mitragliatrici, ottiene la Medaglia d'Argento al V. M. (1915) dopo essere stato ferito in combattimento a Castelnuovo del Carso. Il 24 novembre 1915 è promosso Capitano.
Aiutante maggiore nel Reggimento "Lancieri di Montebello" e comandante del 4º squadrone, il 15 novembre 1916 è ammesso al corso pratico di Servizio di Stato Maggiore (che si svolse a Padova).
Svolge funzioni di S.M. presso vari comandi nei gradi di maggiore (1923) e di tenente colonnello (1926).
Nel 1928-29 è assegnato al Reggimento “Piemonte Reale” (1°). Dopo un incarico come ufficiale di Stato Maggiore, promosso colonnello il 16 agosto 1933, assume a Parma il comando del Reggimento Cavalleggeri Guide (19°), che manterrà fino al 10 novembre 1935. Fautore antesignano, e purtroppo inascoltato, della meccanizzazione dell’arma di cavalleria, trasforma il reggimento Guide in Scuola Carri veloci che, in tale ruolo, si affianca al Reggimento Carri Armati, unità capostipite dei carristi, già in funzione dal 1923 a Roma e dal 1931 a Bologna. Sotto la sua guida, il Reggimento Guide introduce nei propri organici il carro veloce CV 29, ereditati dal citato Reggimento carri armati e, dopo aver proseguito e concluso le sperimentazioni che porteranno alla creazione delle divisioni Celeri, formerà un certo numero di Gruppi Squadroni carri veloci (assegnati in organico alle tre divisioni celeri) e anche ai reggimenti di cavalleria che tuttavia, già nel 1938 rinunceranno volentieri ad avere in organico un gruppo squadroni meccanizzato.
Durante la guerra d'Etiopia (1935/1936), è al comando del 1º reggimento misto della Divisione motorizzata “Trento”, dislocato in Cirenaica e mai impiegato in Africa Orientale. Durante la permanenza in Libia, prosegue con fervore e passione la definizione dei criteri di impiego e addestrativi dei reparti carri dell’esercito italiano contribuendo moltissimo all'affermazione dell'adeguata mentalità carrista nei reparti carri dell'Esercito.
Fu senz’altro uno dei massimi esperti italiani in fatto di carri armati e guerra motorizzata; fu autore di diversi articoli e studi sui mezzi corazzati e collaborò alla stesura delle prime normative dottrinali d'impiego delle unità carri armati.
Fu nel 1936/1937 comandante della Scuola Centrale Truppe Celeri (Roma), passando poi dal 9 settembre 1937 quale vice comandante della 2ª divisione celere Emanuele Filiberto Testa di Ferro, a Ferrara.
Generale di brigata dal 31 luglio 1938, il 4 novembre parte per la Spagna ove il giorno seguente assume, in sostituzione del generale Bergonzoli, in seno al Corpo Truppe Volontarie, il comando della divisione d'assalto Littorio, grande unità cui il suo nome sarà legato per molto tempo.
Il 10 marzo 1939 è promosso generale di divisione per meriti di guerra e rimane ferito una seconda volta il 30 maggio 1939. Rientra in Italia ed a Parma conserva il comando della Littorio che viene trasformata nella terza divisione corazzata dell'Esercito il 28 ottobre seguente (inquadrando il 33º Reggimento fanteria carristi equipaggiato di carri leggeri L3).
Bitossi dall'11 aprile 1941, coadiuvato dal vice comandante della divisione Ruggero Cassata, conduce la Littorio nell'invasione della Jugoslavia occupando Karlovac, Sebenico, Knin, Mostar e Trebinjie. Per questi meriti verrà insignito, dal regime fascista, della croce dell'O.M.I. nel luglio seguente.
Rientrato nella zona di Pordenone qui supervisiona la trasformazione e approntamento della Littorio in divisione corazzata interamente su carri medi (adatta all'impiego in Africa Settentrionale), sostituendo il 33º reggimento carristi con il 133° su tre battaglioni carri M 13/40. Il 22 gennaio 1942 si trasferirà con la Littorio in Libia con la quale parteciperà a tutti i cicli operativi per la conquista dell'Egitto (con un'interruzione tra l'8 luglio e il 20 settembre perché destinato alla Delease) sino alla distruzione della sua unità ad El Alamein il 4 novembre 1942. Dopo aver ricoperto l'incarico di comandante interinale del XX° Corpo ed alla 1ª armata in Tunisia, Bitossi rientra in Italia il 1º marzo 1943.
Nell'aprile seguente redasse "Frammenti di una esperienza decennale di guerra motorizzata 1933-1943", importante relazione indirizzata a Umberto II di Savoia, i generali Ambrosio, Roatta, Sartoris, Cadorna e Sorice, per rendicontarli in merito alle reali condizioni in cui operò la sua grande unità nella campagna in Africa Settentrionale. Nel suo lungo scritto, Bitossi mette in evidenza con sincerità - pur senza lasciarsi andare a critiche - le scelte che sul campo vanificarono gli sforzi compiuti per l'approntamento e l'equipaggiamento della Littorio prima dell'invio della divisione in zona di guerra.
Dopo una lunga convalescenza per malattia riconosciuta causa di servizio, il 5 settembre assume il comando del II Corpo a Siena, giusto in tempo per l'armistizio. Viene catturato a Vicenza il 19 settembre ed internato dai Tedeschi a Schokken, campo per generali 64/Z sino al 1945.
Il 1º giugno 1946 viene collocato in congedo per età, non accettando la nuova forma democratico-repubblicana del governo italiana.

## Onorificenze
- Cavaliere dell'Ordine Militare di Savoia
- Medaglia d'Argento al Valor Militare
- Cavaliere dei SS. Maurizio e Lazzaro
- Cavaliere della Corona d'Italia
- Medaglia d'Argento al Valor Militare
- 2 Croci al merito di guerra
- Guerra Italo-Austriaca 1915-16-17-18 Interalleata della Vittoria
- Unità d'Italia 1918
- Croce per anzianità di servizio
- Distintivo di Mutilato in guerra
- Distintivo di ferita in guerra